# Józef Gosławski
Józef Jan Gosławski (Polanówka blizu Lublina, 24. travnja 1908. – Varšava, 23. siječnja 1963.), poljski kipar i medaljer.
Autor je moneta (na primjer 5 złoty sa slikom ribara), spomenika (na primjer spomenik Frederica Chopina u Żelazowoj Woli) i medalja (na primjer Godina 1939). Laureat je bio mnogih umjetničkih natjecanja; odlikovan, među inim, Srebrnim križem za zasluge.
- Spomenik Frederica Chopina u Żelazowoj Woli
- Karikatura Mahatme Ghandija
- Medalj sa slikom Ludviga Zamenhofa